# Liina Kersna
Liina Kersna, née le 3 avril 1980 à Tallinn est une journaliste et femme politique estonienne.
Elle est ministre de l'Éducation et de la Recherche dans le gouvernement de Kaja Kallas de 2021 à 2022.